# 아데마르 뒤 퓌앙부레 주교

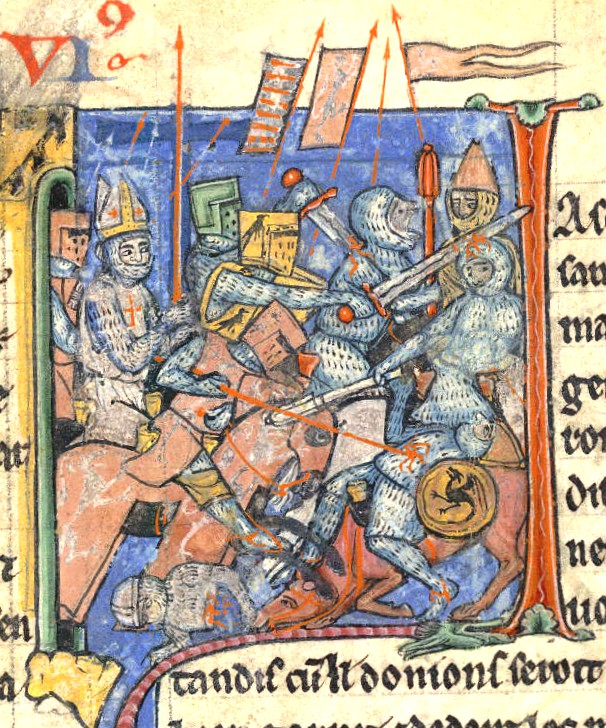
주교 아데마르를 그린 사본의 삽화. 법관을 쓰고 성창을 쥐고, 십자군을 지휘하는 모습을 그렸다.

르퓌의 아데마르 혹은 아데마르 드 몽테유(Adhemar de Monteil; 잘 알려진 명칭으로 아데마르(Adémar), 아미마르(Aimar), 아에라즈(Aelarz)등이 있다)는 1087년 남프랑스의 도시 르퓌앙부레(Le Puy-en-Velay)의 주교를 지냈고, 제1차 십자군 때는 주요 지도자 중 한 명으로 십자군을 지휘했다.

## 생애
아데마르는 프랑스 남동부 도피네의 귀족이었던 몽테유 영주가문(Seigneur de Monteil)에서 태어났으나 생년월일은 알려져 있지 않다. 3명의 아이들중 장남인 아데마르는 교회에 들어가기 전 군대에 있었다고 생각되지만, 이 시기 기록은 거의 존재하지 않아 교회에 들어간 이유도 정확히 알 수 없다. 그러나 군사에 관해 잘 알았기 때문에 훗날 십자군에서 주도적인 역할을 맡게 되었다.

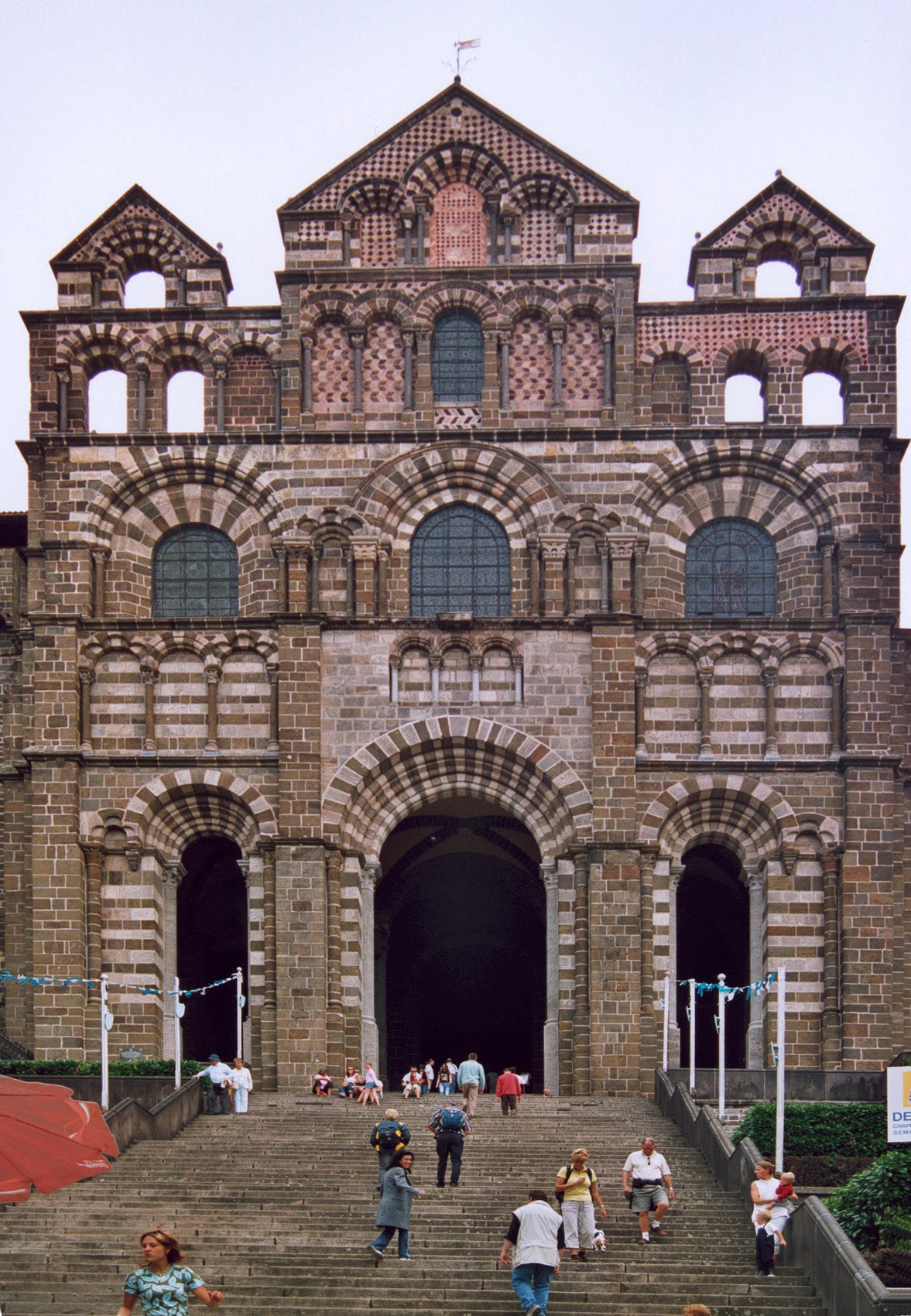
아데마르가 주교를 맡았던 르퓌의 대성당

클레르몽페랑 대주교 및 르퓌앙부레 주교를 맡았던 에티엔 드 푸리냑이 1076년 2월 성직매매로 인해 교황 특사 데 드 위그에게 파문당했다. 에티엔은 이 처벌에 따르지 않았기 때문에 1077년 3월 직접 로마 교황 그레고리오 7세에게 파문당했다. 그래서 아데마르가 새로운 르퓌의 주교로 임명되었다. 아데마르는 서임권투쟁을 진행하던 그레고리우스 7세의 교회개혁을 지지하는 노선을 따랐기에, 오랫동안 지방의 성직자이며, 유력자였던 푸리냑 가문과 상당한 대립을 계속했다. 1086년부터 1087년까지 아데마르는 순례에 나서 르퓌에 부재했다는 여러 기록이 있지만, 행선지가 예루살렘이라고 쓴 책도 있고, 행선지가 없는 책도 있어 어느쪽인가는 단정지을 수 없었다. 당시 셀주크 제국은 여러번 성지의 순례길을 봉쇄했었다.
1095년 11월, 10일간 벌어진 클레르몽페랑에서 개최된 클레르몽 교회회의에서 성직매매 및 서임권등을 둘러싼 현안이 상신되었다. 최종일인 11월 27일 교황 우르바노 2세는 셀주크 제국에게 압박당하던 비잔티움 제국의 구원과 성지탈환을 호소하였고, 아데마르는 이에 열광적으로 호응했다. 우르바누스 2세는 곧 주교 아데마르를 교황 특사로 임명하고, 성지로 향하는 군대의 지휘를 맡겼다. 이후 십자군에서 아데마르는 정신적 지도자가 되었다.

## 제1차 십자군
1096년 아데마르는 기부금을 모으는 한편, 아데마르에 이어 성지탈환 호소에 응한 남프랑스의 유력귀족인 툴루즈의 레몽 4세와 남프랑스 제후군의 통합에 관련해 이야기를 나눴다. 그 후 1096년 10월 프로방스제후에 의한 십자군이 르퓌에서 콘스탄티노폴리스를 향해 출발했다. 그들은 알프스산맥을 넘어 롬바르디아를 경유해 달마티아의 해안가를 따라 남쪽으로 내려가 비잔티움 제국령 두라초에 도착했다. 두라초의 지사이며 황제 알렉시우스 1세 콤네누스의 사촌인 요한네스 콤네누스가 프로방스군 일행을 감시를 겸해 참가했으나, 콘스탄티노폴리스로 향하는 여정중 각지에서 십자군과 비잔틴 제국간의 알력이 끊이지 않았다. 1097년 2월 아데마르는 오프리드 근처에서 노새의 등에서 떨어졌을 때 금품을 빼앗기 위해 달려온 병사들에게 구타당했다. 병사들은 친구들에 의해 제지되었으나, 이후 아데마르는 건강이 악화되어 3월에 전진하던 군대에서 떨어져 살로니카부근에서 소수의 수하들과 더불어 휴식을 취했다.
프로방스의 군세는 4월 27일 비잔티움 제국의 수도 콘스탄티노폴리스에 도착했으나, 이때까지 비잔틴 제국과 충돌하면서 불신감이 깊어진 십자군 지도자 툴루즈의 레몽 4세는 황제 알렉시우스 1세에게 신종의 맹세를 거부했다. 뒤늦게 도착한 아데마르는 레몽을 무마시켜, 레몽은 간신히 황제에 대해 대립하는 마음도 침략하는 마음도 없다는 것을 인정시켰다.

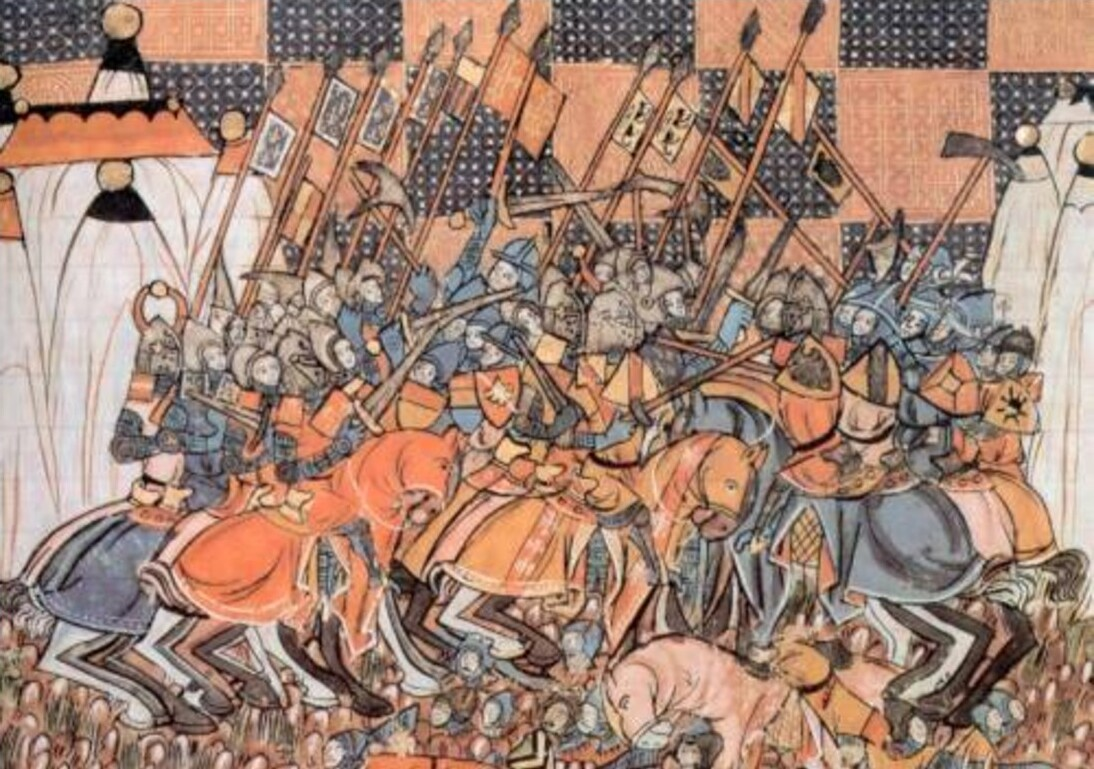
도릴라이움 전투

프로방스 제후군은 보스포로스 해협을 건너 니케아 공방전을 거쳐 소아시아를 횡단했다. 6월 30일 도릴라이움에서 룸 셀주크 왕조의 킬리지 아르슬란 1세 군대가 노르만인 제후군을 포위했으나, 아데마르는 군대를 이끌고 구원하기 위해 달려와 투르크 제후군을 격파하는 중요한 활약을 펼쳤다.
그 후 1097년 10월 20일부터 1098년 6월까지 8개월에 걸쳐 지속된 안티오키아 공방전에서 기아와 병마에 시달리고, 지진 및 오로라의 출현으로 인해 장기간의 전투로 사기가 떨어진 십자군 병사들을 위해 아데마르는 단신을 벌이며 제일의 의식을 집행하면서 사기를 유지하는 데 노력했다. 또 제후들의 군사회의도 주로 아데마르의 막사에서 이루어졌다. 안티오키아 함락후, 십자군은 응원하기 위해 달려온 모술의 영주 케르보가(카르부카)의 군세에게 역포위를 당했으나, 아데마르는 시가지 통로를 돌아디니며 행진을 조직하고, 집집마다 문을 닫아 패닉을 일으키기 시작한 십자군 병사들이 도시의 약탈을 일으키는 것을 방지했다.

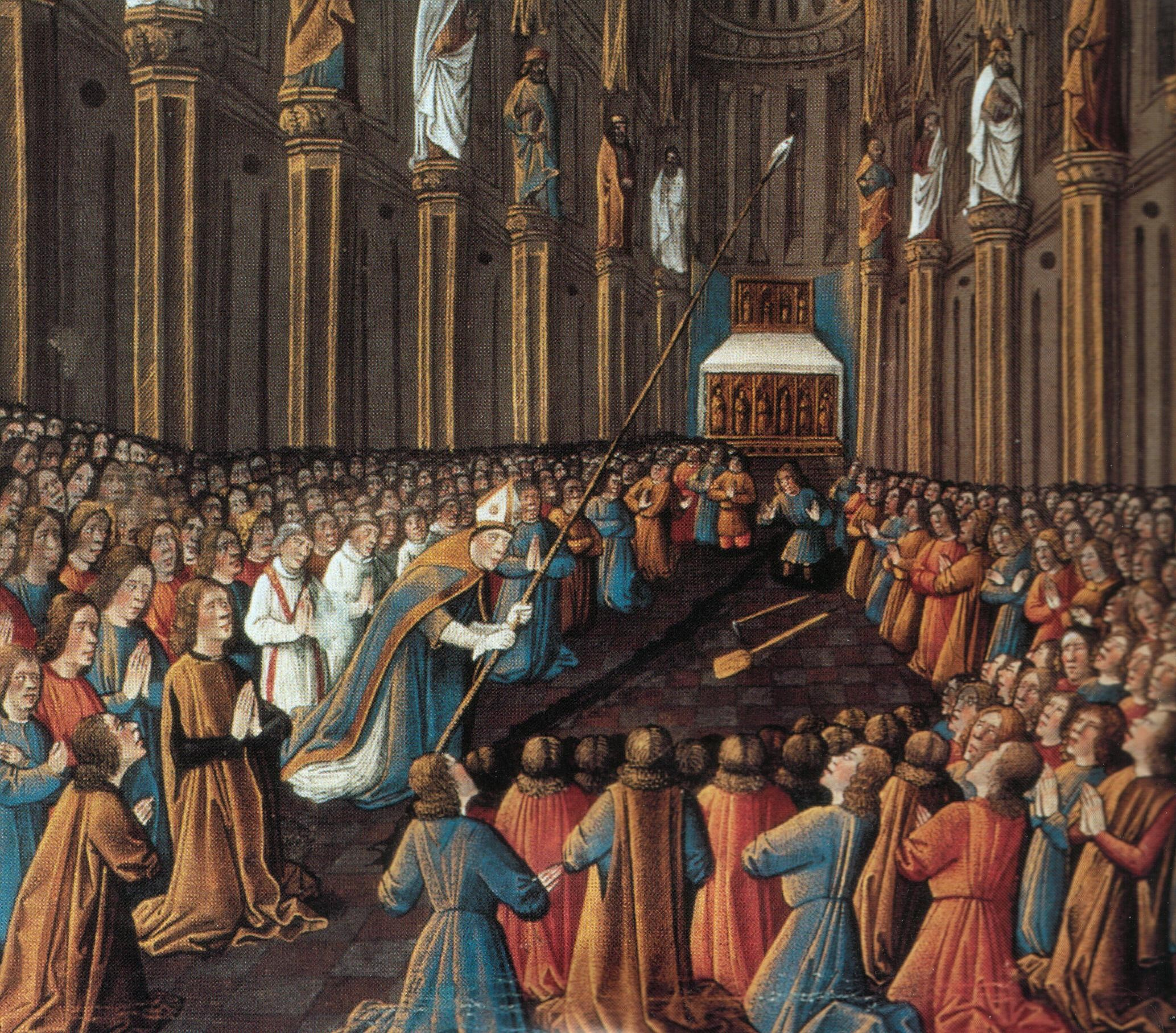
15세기의 사본에 의해 안티오키아에서 성창의 발견

포위를 당하는 동안 십자군에 있었던 은자 피에르(또는 피에르 바톨로메오라는 두가지 설이 있음)가 꿈에서 예수 그리스도가 나타나 가르쳐 준 땅속에서 성창이 발견되었다는 말이 나왔고, 곧 이 얘기는 병사들 사이에서 열광적인 반응을 일으킨것에 대해 아데마르는 성창같은 성유물은 이미 콘스탄티노폴리스에 봉납된 것으로 알고 있기에 이런 장소에서 발견 되었다는 것이 가소롭기 짝이 없어, 매우 회의적인 모습을 보였지만 사기가 오르는 상황에서 열광에 물을 끼얹을 수는 없었다.
1098년 6월 28일 십자군은 성창을 선두로 성바깥으로 출격하였고, 아데마르도 군세를 이끌고 성바깥의 케르보가의 숙영지로 돌격했다. 케르보가군의 포위를 격파한 후, 아데마르는 이후 안티오키아의 소유권을 둘러싸고 견해가 다른 십자군에 참가한 제후끼리의 주도권 다툼, 특히 타란토의 보에몽과 툴루즈의 레몽 4세의 언쟁을 그치기 위해 회의를 열었으나, 대립은 진정되지 않았다. 그러나 안티오키아 공방전이 끝난 지 얼마 안 가 1098년 8월 1일 아데마르는 티푸스에 의해 병사했다.

## 사후의 십자군
십자군 군세는 지도자 중 한 명인 아데마르를 잃고 제후의 대립이 그치지 않은 상황에서 식량 부족 때문에 예루살렘으로의 전진은 정지되었다. 다른 제후들과는 달리 아데마르에 대해 표면적으로 대립하는 자들은 없었기에 정신적 지도자인 아데마르의 부재는 십자군의 지휘계통에 있어 커다란 타격이었다. 하급병사들의 경우엔 아데마르가 지도자라고 생각하는 맘이 계속되어, 이후 1099년 예루살렘 공방전에서 "아데마르의 영혼이 나타나 성벽의 주위를 행진하라고 가르쳐 주셨다."라고 주장하는 병사도 있었다. 실제 성벽의 주위를 돌았던 군세는 도중에 성벽의 약점을 발견하고, 이곳을 통해 예루살렘을 함락시켰다.

## 참고 문헌
- エリザベス・ハラム編、川成洋ほか訳『十字軍大全』東洋書林、2006年 ISBN 4-88721-729-3
- L. Bréhier,« Adhémar de Monteil », Dictionnaire de Biographie Française, sous la dir. de M. Prévost, Roman d'Amat et Henri Tribout de Morembert, vol. 1, 1932, p. 590-8 .
- René Grousset, Histoire des croisades et du royaume franc de Jérusalem - I. 1095-1130 L'anarchie musulmane, 1934
- (en) Alan V. Murray, The crusader Kingdom of Jérusalem: A Dynastic History, 1099-1125, 2000, p. 228
- Steven Runciman, Histoire des Croisades, 1951

 본 문서에는 현재 퍼블릭 도메인에 속한 브리태니커 백과사전 제11판의 내용을 기초로 작성된 내용이 포함되어 있습니다.